# Jedka snov
Jédke snoví ali jedčíne (tudi korozívne snoví ali korozívi) so snovi, ki v stiku z biološkim materialom (na primer kožo, sluznico) povzročijo ireverzibilno poškodbo tkiva. Mednje spadajo na primer močne kisline in baze.

## Delovanje
Delujejo predvsem na kožo, oči, sluznico v ustih, želodcu in na jeziku.

## Ločevanje
Ločimo anorganske kisline, baze, jedke pline in še različne organske snovi.

## Varnostni ukrepi in zahteve
- z varovalnimi oblačili varujemo telo, roke, noge
- z varovalnimi očali in obraznim ščitnikom varujemo oči in lice
- z varovalnimi čevlji, rokavicami in uporabo še drugih varovalnih sredstev varujemo kožo, ki jo moramo stalno negovati
- pri uporabi rokavic pazimo, da so rokavice cele, kajti jedke snovi delujejo v rokavicah podvojeno. Koža se s potenjem ovlaži, to pa olajša kasneje delovanje jedkih snovi. umazane rokavice snamemo tako, da nevarna snov iz rokavice ne pride na kožo. Pri delih z jedkimi parami moramo nositi dihalno zaščitna sredstva.

## Preventivni ukrepi
- posode prazni le s pomočjo dvigala
- ne vleči natege z usti
- pri pretakanju ne škropi in polivaj
- temeljito operi roke preden pričneš jesti
- pri delu oz. na delovnem prostoru ne jej, ne pij in ne kadi
- bodi pozoren na etikete

## Obnašanje v primeru poškodbe
Ob stiku kože z jedko snovjo je treba kožo takoj sprati z večjo količino vode. Takoj ob poškodbi sleči z jedko snovjo zamazana ali omočena oblačila.